# San Francisco de Ravacayco
San Francisco de Ravacayco é um distrito do peru, departamento de Ayacucho, localizada na província de Parinacochas.

## Transporte
O distrito de San Francisco de Ravacayco é servido pela seguinte rodovia:
- AY-116, que liga a cidade de Coracora ao distrito de Pausa [1][2][3]